# René Echevarria
René Echevarria és un guionista i productor estatunidenc. Ha treballat en diverses sèries de televisió, com ara Star Trek: La nova generació, Dark Angel i Castle. Va crear The 4400 per a USA Network, Carnival Row per a Amazon, i va ser el productor creador de Terra Nova.

## Primers anys de vida, família i educació
René Echevarria va néixer a Saint Petersburg (Florida). Té antecedents cubanoestatunidencs. Va estudiar a la St. Petersburg Catholic High School.
Abans d'anar a la universitat, esperava seguir els passos del seu pare cap a la medicina. Tanmateix, mentre estudiava a la Universitat Duke, va participar en una producció de The Real Inspector Hound i va decidir dedicar-se a les arts teatrals. Es va graduar a la Universitat Duke el 1984, especialitzant-se en història.

## Carrera

### Primers anys
Després de graduar-se a la universitat, Echevarria va viatjar a Nova York per començar a treballar en teatre. Va començar a treballar a la Circle Repertory Company i va esdevenir ajudant de direcció en una producció de l'obra de teatre «Darts». També va aparèixer en obres de teatre, incloent-hi algunes produccions al La MaMa Experimental Theatre Club i al Chelsea Theater Center. Va viatjar al Regne Unit amb una producció de l'obra «Prepared», que es va representar tant al World's End Theatre com al Festival de Cinema d'Edimburg.

### Guionista
El primer crèdit d'Echevarria com a guionista va arribar després de presentar un guió no sol·licitat per a la sèrie de ciència-ficció Star Trek: La nova generació. Després de les reescriptures tant d'Echevarria com de l'equip de guionistes de la sèrie, aquest es va convertir en l'episodi "Descendència". Va ser contractat per reescriure "Transfiguracions" i posteriorment va ser contractat com a guionista de la sèrie. Durant el temps que va treballar a la sèrie, va escriure més de 30 episodis. Després d'això, va començar a escriure per a la sèrie Star Trek, Star Trek: Deep Space Nine. Un dels episodis que va coescriure amb Ronald D. Moore, "Trials and Tribble-ations", va ser nominat al Premi Hugo a la millor presentació dramàtica. Després de Star Trek, va treballar en una sèrie de programes de televisió com ara Now and Again, Castle, Dark Angel i Medium.

### Productor
Echevarria va crear The 4400 juntament amb Scott Peters per a USA Network. Es va retrobar amb un dels seus col·legues de Deep Space Nine, ja que Ira Steven Behr era un dels productors de la sèrie. Echevarria també va participar en el desenvolupament de la sèrie de televisió Teen Wolf per a MTV, on va romandre a la sèrie com a productor executiu.
Echevarria treballava com a productor creador a l'adaptació televisiva de la pel·lícula True Lies per part d'ABC, quan li van demanar que assumís les tasques de producció del pilot de Terra Nova. Això va seguir a l'acomiadament de quatre guionistes i un altre productor, enmig d'una sèrie d'altres problemes amb la producció. La producció va costar 14 milions de dòlars i va patir un retard de tres mesos, i Echevarria i el seu company productor Brannon Braga van negar que hi hagués una reducció deliberada de personal, atribuint-ho al trasllat de la producció a Austràlia. Posteriorment, Echevarria va signar un contracte a temps complet amb 20th Century Fox Television, l'estudi darrere de Terra Nova, com a productor creador de la sèrie de televisió, i va participar en la promoció de la sèrie.
Al febrer El 2013, es va unir a l'equip de la sèrie de televisió Intelligence com a productor executiu i productor creador.Va deixar la sèrie durant el juliol següent, en una separació que es va descriure com a amistosa. El juliol de 2014, va signar un acord de dos guions amb Legendary Television per desenvolupar noves sèries a partir del catàleg anterior de l'estudi.